# 371

371(삼백칠십일)은 370보다 크고 372보다 작은 자연수다.

## 수학
- 합성수로, 그 약수는 1, 7, 53, 371이다. 진약수의 합은 61이므로, 371은 부족수다.
  - 117번째 반소수다. 앞의 반소수는 365, 다음 반소수는 377이다.
- {\displaystyle 371=113+127+131}
  - 연속하는 세 소수의 합으로 나타낼 수 있으며, 이 성질을 지닌 앞의 수는 349, 다음 수는 395다.
- {\displaystyle 371=41+43+47+53+59+61+67}
  - 연속하는 소수(素數) 7개의 합으로 나타낼 수 있으며, 이 성질을 지닌 앞의 수는 341, 다음 수는 401이다.
- {\displaystyle 371=9^{2}+11^{2}+13^{2}=1^{2}+9^{2}+17^{2}}
  - 연속하는 세 홀수(9, 11, 13)의 제곱합으로 나타낼 수 있는 수다. 이 성질을 지닌 앞의 수는 251, 다음 수는 515다.
  - 공차가 8인 세 자연수(1, 9, 17)의 제곱합으로 나타낼 수 있는 가장 작은 수다. 이 성질을 지닌 다음 수는 428이다.
- {\displaystyle 371=4^{2}+5^{2}+6^{2}+7^{2}+8^{2}+9^{2}+10^{2}}
  - 연속하는 자연수 7개의 제곱합으로 나타낼 수 있으며, 이 성질을 지닌 앞의 수는 280, 다음 수는 476이다.
- {\displaystyle 371=3^{3}+7^{3}+1^{3}}
  - 371은 각 자릿수(3, 7, 1)의 세제곱합으로 이루어진 숫자다.
- {\displaystyle 76^{4}-1}은 371로 나누어떨어진다.

## 과학
- NGC 371(영어판): 큰부리새자리 방향에 있는 산개성단.

## 교통
- 고속도로 및 국도
  - 유럽 고속도로 371호선: 폴란드 라돔에서 슬로바키아 프레쇼우까지 이어지는 유럽 고속도로.
  - 일본 371번 국도(일본어판): 오사카부 가와치나가노시에서 와카야마현 히가시무로군 구시모토정까지 이어지는 일본의 국도.
- 기타 도로
  - 현도 제371호선

## 군사
- U-371(영어판, 독일어판): 제2차 세계 대전에 사용된 나치 독일의 군용 잠수함.

## 문화유산
- 대한민국의 보물 제371호: 산청 사월리 석조여래좌상
- 대한민국의 사적 제371호: 강화 곤릉

## 기타
- 연도: 371년, 기원전 371년